# Sanan (Pakel)
Sanan is een bestuurslaag in het regentschap Tulungagung van de provincie Oost-Java, Indonesië. Sanan telt 2153 inwoners (volkstelling 2010).